# Inspektion des Sanitäts- und Gesundheitswesens
Die Inspektion des Sanitäts- und Gesundheitswesens (InSan) im Bundesministerium der Verteidigung (BMVg) ging 1957 aus der Unterabteilung IV der Abteilung Streitkräfte hervor und war bis zur Umgliederung in den Führungsstab des Sanitätsdienstes (FüSan) im Rahmen der Transformation der Bundeswehr mit gleichzeitiger Aufstellung des Zentralen Sanitätsdienstes der Bundeswehr (ZSanDstBw) als eigenständiger Militärischer Organisationsbereich im Jahr 2002 für die fachliche Koordinierung des Sanitätsdienstes der Bundeswehr zuständig.

## Organisation
Die Inspektion des Sanitäts- und Gesundheitswesens wurde geleitet vom Inspekteur des Sanitäts- und Gesundheitswesens (InspSan; heute Inspekteur des Sanitätsdienstes der Bundeswehr).
Ihm direkt, das heißt truppen- und fachdienstlich, unterstellt waren weitere sogenannte Zentrale Sanitätsdienststellen der Bundeswehr (ZSanDBw), an oberster Stelle das Sanitätsamt der Bundeswehr in Bonn, darunter die Akademie des Sanitäts- und Gesundheitswesens der Bundeswehr in München, die Bundeswehrkrankenhäuser, das ehemalige Bundeswehrsanitätszentrum Bonn (seit 2008 Fachsanitätszentrum Bonn), das Institut für Wehrmedizinalstatistik und Berichtswesen in Remagen sowie anfangs das Institut für Wehrmedizin und Hygiene, das Institut für Wehrpharmazie und Lebensmittelchemie und die Medizinischen, Chemischen und Veterinär-Untersuchungsstellen der Bundeswehr, später dann die daraus entstandenen vier Zentralen Institute des Sanitätsdienstes der Bundeswehr Koblenz, Kiel, München und Berlin sowie die der Sanitätsakademie zugehörigen Institute für Mikrobiologie, Pharmakologie und Toxikologie und Radiobiologie.
Zur Unterstützung des Inspekteurs des Sanitäts- und Gesundheitswesens und seiner Inspektion wurden bei den Führungsstäben der Teilstreitkräfte und beim Kommando Territoriale Verteidigung und den nachgeordneten Mobilmachungsbehörden Leitende Sanitätsoffiziere eingesetzt. Ab 1958 war der Inspekteur des Sanitäts- und Gesundheitswesens des Fachdienstes oberster Fachvorgesetzter im Sanitätswesen mit Inspektionsrecht für die direkt unterstellten Zentralen Sanitätsdienststellen der Bundeswehr. Sein Inspektionrecht wurde durch die Weisung des Bundesministers der Verteidigung vom 21. März 1970 verstärkt, in dem den Inspekteuren die truppendienstliche Vorgesetzteneigenschaft über die nachgeordneten Bereiche übertragen wurde.
Als oberster Verantwortlicher für das Sanitäts- und Gesundheitswesens der Bundeswehr war der Inspekteur des Sanitäts- und Gesundheitswesens neben den Zentralen Militärischen Dienststellen der Bundeswehr auch Fachvorgesetzter gegenüber dem Leitenden Sanitätsoffizier des Bundeswehramtes, 
dem Generalarzt Sanitätstruppe / Inspizient Sanitätsdienststellen Heer  (später Generalarzt des Heeres), dem Generalarzt Luftwaffe, dem Admiralarzt Marinesanität / Inspizient Marinesanität (später Admiralarzt der Marine) und dem Leitenden Arzt des Bundeswehrverwaltungsamts.